# ジョージ・タケイ
ジョージ・ホサト・タケイ・アルトマン（英語: George Hosato Takei Altman、日本名：武井 穂郷〈たけい ほさと〉、1937年4月20日 - ）は、アメリカ合衆国カリフォルニア州ロサンゼルス生まれの俳優である。日系アメリカ人二世。『宇宙大作戦』から始まる『スタートレック』シリーズのヒカル・スールー（日本語吹替版:加藤｛カトー/カトウ｝）役が有名。

## 来歴
ジョージ・タケイは1937年4月20日、ロサンゼルスで不動産業を営む、山梨県生まれでアメリカ移民の父タケクマ・ノーマン・タケイ (Takekuma Norman Takei) と、カリフォルニア州生まれで日系二世の母フミコ・エミリー（Fumiko Emily, 旧姓ナカムラ）との間に3人兄弟の長男として生まれた。母方の祖父母は広島県からの移民。父が親英派であったために、ジョージ6世の名前から「ジョージ」と名づけた。母方の叔母は、2017年にノーベル平和賞を受賞した平和活動家のサーロー節子。第100代・第101代内閣総理大臣の岸田文雄は遠縁にあたる。
平和な日々を送る一家に転機が訪れたのは1941年の日米開戦からである。タケイ一家は1942年、大統領令9066号によりアーカンソー州ローワー強制収容所へ強制収容されることになる。過酷な日々を送っていた一家は、今度はタケイの父が（当時、当局が徴兵検査の目的を隠して踏み絵的に行っていた）アメリカ政府に対する忠誠心の調査「忠誠登録」(Loyalty Questionnaire) で忠誠を拒否したために、カリフォルニア州テュールレイク強制収容所へ送られた。テュールレイクは反米主義者とみなされた者が多く送られた場所で、一種の隔離収容所であった。1945年8月の終戦後もテュールレイクだけは翌年まで閉鎖されなかった。広島市への原子爆弾投下が行なわれたその日、タケイは抑留キャンプの中におり、希望を失うほどの悲しみに打ちひしがれたという。タケイの母の姉妹とその5歳の子供の遺体は広島市内の運河に浮かんでおり、爆発によってほとんど見分けのつかないほどの火傷を負っていたという。タケイの母の家族は開戦直前、アメリカ国内から広島に向かって帰国していたので母は広島にいる姉妹や親戚の安否を確かめようとヒステリックになったという。タケイ一家は、3年あまりにわたる苦難の生活から解放された後、タケイの生まれ故郷ロサンゼルスへと帰郷する。片道切符と政府から支給された25ドルしかなかった家族は、ロサンゼルスのスラムに住まざるを得なかったが、そこでクリーニング店を始め、その後軌道にのる。
タケイは1956年、建築学専攻でカリフォルニア大学バークレー校に入学するが、在学中に俳優の夢を持っていたために1958年にカリフォルニア大学ロサンゼルス校 (UCLA) に編入、演劇学学士と大学院で演劇学修士を取得する。
1960年にリチャード・バートン主演の『北海の果て』の出演がきっかけで、俳優としての知名度を高めていくこととなる。1966年、自身の看板作品となる『スタートレック』シリーズにおいて、番組のプロデューサー、ジーン・ロッデンベリーの発案でヒカル・スールーを演じることになり一層知名度を高める。当時のアメリカのテレビ界において、アジア系俳優が主要な役を与えられるのは初めてであった。
政治の世界にも興味を示し、1972年には民主党大統領大会の公式代表になった他、翌1973年にはロサンゼルス市議会の議員に立候補し落選している。1987年には日系人として初めてハリウッドのウォーク・オブ・フェームに名前を残している。
1995年、当時大統領を務めていたビル・クリントンから指名を受け、日米文化教育交流会議 (CULCON) の承認を受けたプログラムを運営する、日米友好基金 (JUSFC) の理事を務める。
2004年11月には今までの功績を称えられ、旭日小綬章を授与された。
タケイは俳優業の傍ら日系市民協会 (JACL) に積極的に参加するなど、日系アメリカ人の社会的地位向上にも大きく寄与している。ロサンゼルスにある全米日系人博物館では1984年から現在に至るまでメンバーとして参加。2002年及び2003年には理事会の会長を務めている。日系人の関わる行事には必ず出席しており、その誠実で真摯、気さくな人柄は日本人のみならず世界の多くの人に親しまれている。
2005年には自叙伝である『星に向かって』の翻訳版が日本でも出版された。これまでも数多く来日しており、自叙伝の出版記念で来日した際には京都と神田にある三省堂書店本店でサイン会を行ったり、世界SF大会（ワールドコン）のファン交流のためにパシフィコ横浜を訪れたりしている。また、母が広島出身の関係で、広島の親戚の元も訪れた。
2011年に起きた東日本大震災の際には、Twitterなどでアメリカ国内はもちろん、世界へ向けても支援を呼びかけた。動画配信なども行い、英語と日本語を交えてメッセージを発信したほか、メディアへ出演して日本への想いも語っている。
2012年、タケイは自身の遺産的作品と語るミュージカル『アリージャンス』に主演した。この作品は第二次世界大戦時の日系人の強制収容に関連した自身の経験を基にしている。カリフォルニア州サンディエゴにあるオールド・グローブ劇場で初演された。2015年11月8日、ブロードウェイで上演された。
2016年、第15回アンフォゲッタブル・ガラ（エンターテイメント界のアジア系アメリカ人の先駆者を表彰する賞）のアイコン・アワードを受賞。
2018年、ハーヴェイ・ワインスタインへの告発以降、有名人に対する性的暴行告発が次々となされるなか、タケイもまた性的暴行告発を受けたが、次々と告発者証言の矛盾が明らかになり、後に告発者は自分の主張を否定した。タケイは継続して自身の潔白を強調しつつ、近年のハリウッドにおけるセクシャルハラスメントや性的暴行の告発行為の大切さを強調した。

## 私生活

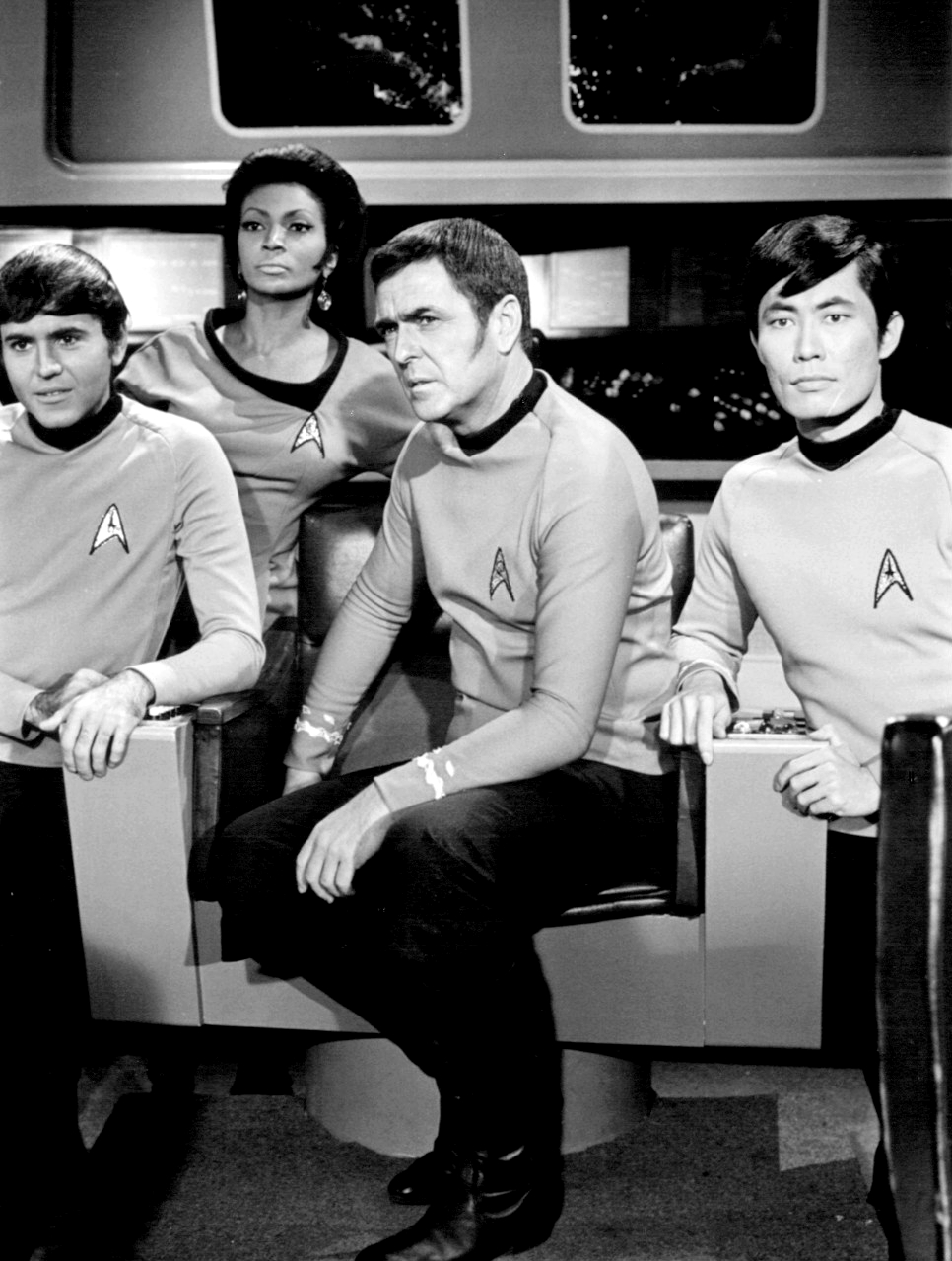
「スター・トレック」1969年1月10日オンエア・エピソードの一幕。

### カミングアウトと結婚

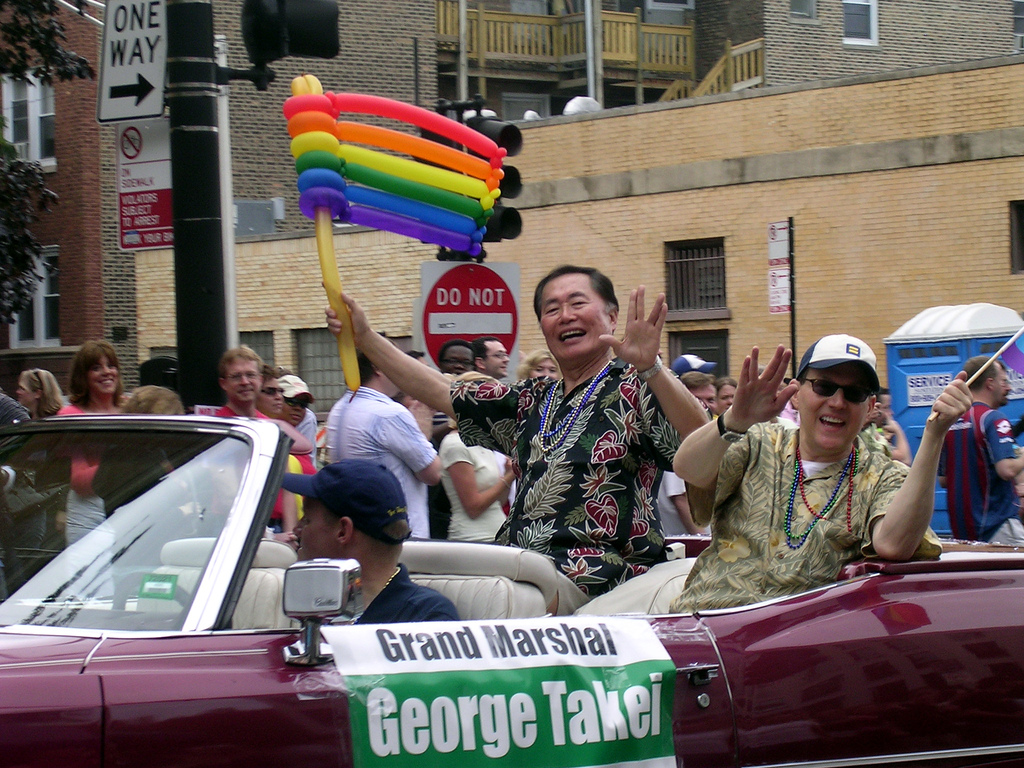
シカゴのゲイ&レズビアン・パレードにて (2006年)

2005年10月26日に発売されたロサンゼルスのゲイ・レズビアンのコミュニティ誌『フロンティアズ』にて、自身が同性愛者であるとカミングアウトした。パートナーであるブラッド・アルトマンとは20年来の付き合いであり、2008年5月に婚約を発表し、9月14日ロサンゼルスの全米日系人博物館 (Japanese American National Museum) で挙式した。自らゲイであると公表した主な理由として、同性愛について社会的な議論を喚起したい巻き起こしたいからと述べた。また、日系人収容所に収容されたがゆえの体験から、自分の人種と性的指向について、恥の意識を持ちながら育ったと述べたが、同性愛者への偏見は人種差別と同じだとし、「アメリカの価値観に反している」と語っている。
冷戦のただ中に制作され不動の人気を誇った『スター・トレック』は、当時の白人中心主義的なハリウッドにおいて多様性を反映し、アフリカ系女性、アジア系、ロシア系を含む画期的な配役でスタートした。しかし、タケイが長い間カミングアウトできなかった背景として、当時、スタートレックで黒人と白人のキスシーンを使ったところ、異人種間結婚を規制する州法すら存在した南部の諸州では放送ができなかったため、大きく視聴率が低下したことに言及し、根強いホモフォビアがある社会で、俳優の道を歩むためには、ゲイであることを隠すしかなかった、と述べている。タケイは主演のウィリアム・シャトナーと不仲であったことを公言している。

### レイシズムとセクシズムの不条理を訴える声として
タケイのSNSは2018年4月の時点で、1,000万人を超えるフォロワーをもち、日系人あるいはアジア系アメリカ人としてだけではなく、LGBTQ を代弁する声として多くの人々に語り掛けてきた。現在、タケイは「カミング・アウト・プロジェクト」のスポークスパーソンを務めている。
2016年2月28日、第88回アカデミー賞授賞式の内容に「アジア系への差別を含むものがあった」として、タケイや著名な映画監督アン・リーらが正式に抗議文を公開し、主催側が謝罪した。
2018年6月、トランプ大統領のゼロトレランス政策は大戦中の差別政策と同じであると強く批判した。6月にはフォーリン・ポリシー誌に寄稿し、国境での親子隔離政策に関し「少なくとも日系アメリカ人の強制収容ては、私や他の子どもたちが両親から強制的に引き離され、泣き叫びながら母の腕からもぎ取られるなどということはなかった」とトランプの政策を強く批判し共感を呼んだ。
2019年9月29日に開催されたトランプ大統領とジョー・バイデン大統領候補の第一回テレビ討論会において、トランプがヘイトグループとして知られる白人至上主義団体プラウド・ボーイズに「下がって待機せよ」と言及した件に対し、タケイはヘイトではなく愛においてプライドを持つという意味において「ブラッドと私は"誇りあるボーイズ"です。法的に結婚してからは12年が経ちます」と写真を投稿し、それを契機として多くのLGBTカップルがプラウド・ボーイズのハッシュタグでホモフォビアのヘイトに愛で抗議するカップル写真を投稿した。

## 出演作品

### 映画
| 公開年 | 邦題 原題                                                                       | 役名                 | 備考             | 吹き替え                                                              |
| ------ | ------------------------------------------------------------------------------- | -------------------- | ---------------- | --------------------------------------------------------------------- |
| 1960   | 北海の果て Ice Palace                                                           | ウォン               |                  | 不明（NETテレビ版） 石丸博也（フジテレビ版）                          |
| 1960   | 戦場よ永遠に Hell to Eternity                                                   | ジョージ             |                  |                                                                       |
| 1963   | 魚雷艇109 PT 109                                                                | 舵取り               | クレジットなし   |                                                                       |
| 1965   | モリツリ/南太平洋爆破作戦 Morituri                                              | 下級士官             | クレジットなし   |                                                                       |
| 1965   | レッドライン7000 Red Line 7000                                                  | カトー               |                  |                                                                       |
| 1966   | 歩け走るな! Walk Don't Run                                                      | 警官                 |                  |                                                                       |
| 1966   | 殺しの逢びき An American Dream                                                  | 弁護士               |                  |                                                                       |
| 1968   | グリーン・ベレー The Green Berets                                               | ニム                 |                  |                                                                       |
| 1979   | スター・トレック Star Trek: The Motion Picture                                  | ヒカル・スールー     |                  | 富山敬（テレビ朝日版） 坂東尚樹（ソフト版、テレビ朝日版追加収録部分） |
| 1982   | スタートレックII カーンの逆襲 Star Trek: The Wrath of Khan                      | ヒカル・スールー     |                  | 富山敬（日本テレビ版） 坂東尚樹（ソフト版、テレビ朝日版追加収録部分） |
| 1984   | スタートレックIII ミスター・スポックを探せ! Star Trek III: The Search for Spock | ヒカル・スールー     |                  | 富山敬（日本テレビ版） 坂東尚樹（ソフト版、テレビ朝日版追加収録部分） |
| 1986   | スタートレックIV 故郷への長い道 Star Trek IV: The Voyage Home                   | ヒカル・スールー     |                  | 宮本充（フジテレビ版） 坂東尚樹（ソフト版）                           |
| 1989   | 戦場にかける橋2/クワイ河からの生還 Return from the River Kwai                   | 田中中尉             |                  | 緒方賢一（日本テレビ版）                                              |
| 1989   | スタートレックV 新たなる未知へ Star Trek V: The Final Frontier                  | ヒカル・スールー     |                  | 牛山茂（機内上映版） 坂東尚樹（ソフト版）                             |
| 1990   | アンボンで何が裁かれたか Blood Oath                                             | タカハシ             |                  |                                                                       |
| 1991   | スタートレックVI 未知の世界 Star Trek VI: The Undiscovered Country              | ヒカル・スールー     |                  | 田原アルノ（LD・旧DVD版） 坂東尚樹（新DVD・BD版）                     |
| 1993   | キング・オブ・フィスト Live by the Fist                                         | コロナード           |                  |                                                                       |
| 1994   | スペース・リザード3001/宇宙の極道蜥蜴 Oblivion                                  | ドク・ヴァレンティン |                  |                                                                       |
| 1995   | キッシンジャー&ニクソン/合衆国の決断 Kissinger and Nixon                        | レ・ドゥク・ト       | テレビ映画       |                                                                       |
| 1997   | リンコ The Best Bad Thing                                                       | ヤマナカ             | テレビ映画       | 小林清志                                                              |
| 1998   | アベレーション2 Bug Buster                                                      | ヒロ・フジモト博士   |                  | 小形満                                                                |
| 1998   | ムーラン Mulan                                                                  | 初代のご先祖様       | アニメ、声の出演 | 大平透                                                                |
| 2002   | ナショナル・コード 陰謀の国家 Noon Blue Apples                                  | Radio Free World     | 声のみ           |                                                                       |
| 2004   | PATIENT 14 戦慄の人体実験 The Eavesdropper                                      | Dr. Hsieh            |                  |                                                                       |
| 2004   | ムーラン2 Mulan II                                                              | 初代のご先祖様       | アニメ、声の出演 | 大平透                                                                |
| 2006   | ショック・ウェーブ A.I. Assault                                                 | レイン               | テレビ映画       |                                                                       |
| 2008   | ザッツ★マジックアワー ダメ男ハワードのステキな人生 The Great Buck Howard        | 本人                 |                  |                                                                       |
| 2008   | ニンジャ・チアリーダー Ninja Cheerleaders                                       | ヒロシ               |                  | 西村知道                                                              |
| 2008   | エージェント・ゾーハン You Don't Mess with the Zohan                            | 本人                 |                  |                                                                       |
| 2011   | アメリカン・ドリーマーズ The Pool Boys                                          | Maitre D (Joon)      |                  |                                                                       |
| 2011   | 幸せの教室 Larry Crowne                                                         | エド・マツタニ博士   |                  | たかお鷹                                                              |
| 2016   | KUBO/クボ 二本の弦の秘密 Kubo and the Two Strings                               | ホサト               | アニメ、声の出演 | 佐野康之（劇場公開版、機内上映版）                                    |

### テレビシリーズ
| 放映年    | 邦題 原題                                                        | 役名                                     | 備考                                                           | 吹き替え |
| --------- | ---------------------------------------------------------------- | ---------------------------------------- | -------------------------------------------------------------- | --- |
| 1964      | トワイライト・ゾーン Mystery Zone                                | アーサー・タカモリ                       | 第五シーズン第151話『対決』                                    | |
| 1966      | スパイ大作戦 Mission: Impossible                                 | ロジャー・リー                           | 第10話『戦慄のスパイ養成所』                                   | |
| 1966-1969 | 宇宙大作戦 Star Trek                                             | ヒカル・スールー                         | 51エピソード                                                   | 富山敬（第1シーズン） 坂東尚樹（第1シーズン追加収録部分） 納谷六朗（「恐怖のビーナス」、「二人のカーク」のみ） 田中亮一（第2シーズン、第3シーズン） |
| 1971      | 鬼警部アイアンサイド Ironside                                    | ツトム・ワタリ                           | 1エピソード                                                    | |
| 1987      | ジェシカおばさんの事件簿 Murder, She Wrote                       | バート・タナカ                           | エピソードThe Bottom Line Is Murder                            | |
| 1987      | 特捜刑事マイアミ・バイス Miami Vice                              | ケネス。トガル                           | 1エピソード                                                    | |
| 1992      | ライトニング・フォース Lightning Force                           | セン将軍                                 | 2エピソード                                                    | |
| 1996      | スタートレック:ヴォイジャー Star Trek: Voyager                   | ヒカル・スールー                         | 1エピソード                                                    | |
| 1996      | マペット放送局 Muppets Tonight                                   | 本人                                     | 1エピソード                                                    | 岩崎ひろし |
| 1997      | ジョン・ウーの狼たちの絆 Once a Thief                            | マッコイ・マツモト                       | 1エピソード                                                    | |
| 2001      | V.I.P. V.I.P.                                                    | 本人                                     | 1エピソード                                                    | |
| 2004      | Scrubs〜恋のお騒がせ病棟 Scrubs                                  | 司祭                                     | 1エピソード                                                    | |
| 2006      | マルコム in the Middle Malcolm in the Middle                     | 本人                                     | 1エピソード                                                    | |
| 2006      | ふたりは友達? ウィル&グレイス Will & Grace                       | 本人                                     | 1エピソード                                                    | |
| 2006      | サイク/名探偵はサイキック? Psych                                 | 本人                                     | 1エピソード                                                    | |
| 2007-2010 | HEROES Heroes                                                    | カイト・ナカムラ（ヒロ・ナカムラの父親） | 12エピソード                                                   | |
| 2007      | コーリー ホワイトハウスでチョー大変! Cory in the House           | ロナルド                                 | 1エピソード                                                    | |
| 2010      | ビッグバン★セオリー/ギークなボクらの恋愛法則 The Big Bang Theory | 本人                                     | シーズン4第4話『ケイティー・サッコフとジョージ・タケイの法則』 | |
| 2011      | 沈黙の啓示 True Justice                                          | タナカ                                   | 2エピソード                                                    | 金子修 |
| 2012      | New Normal おにゅ〜な家族のカタチ The New Normal                 | サム                                     | 1エピソード                                                    | |
| 2012      | HAWAII FIVE-0 Hawaii Five-0                                      | アンクル・チョイ                         | 1エピソード                                                    | |
| 2019      | ザ・テラー The Terror                                            | ノブヒロ・ヤマト                         | 第2シーズン『不名誉』 メインキャスト、10エピソード             | |

### テレビアニメ
- まんが宇宙大作戦（1973年 - 1974年）
- ザ・シンプソンズ （ゲスト、1991年、1999年、2001年）
- スパイダーマン（1996年、ゲスト） - ウォン役
- ヘイ・アーノルド!（1997年、2004年、ゲスト）
- ヘラクレス（1998年、ゲスト）
- バットマン・ザ・フューチャー（2002年、ゲスト）
- サムライジャック（2002年、ゲスト出演） - 兵士4役
- ジャッキー・チェン・アドベンチャー（2002年、ゲスト）
- フューチュラマ（2002年、ゲスト） - 本人役
- キム・ポッシブル（2003年、2005年、2007年、ゲスト）
- アバター 伝説の少年アン（2005年、ゲスト）
- チャウダー（2008年、2009年、ゲスト）
- スター・ウォーズ/クローン・ウォーズ（テレビシリーズ） （2009年、ゲスト） - ロク・ダード役
- トランスフォーマー アニメイテッド（2009年） - ヨケトロン役
- スタートレック:ローワー・デッキ（2022年） - ヒカル・スールー役

### ゲーム
- Command & Conquer Red Alert 3/コマンド＆コンカーレッド・アラート3（2008年） -ヨシロー天皇（Emperor Yoshiro）役
- スカイランダース・ジャイアンツ （2012年） -アーケヤン・コンカートロン、アーケヤン・キング 役
- 龍が如く7 光と闇の行方 （2020年）　-荒川真澄 役

### 吹き替え
- ゴジラの逆襲（1955年） - ラジオの声[1]
- 空の大怪獣ラドン（1956年） - 柏木久一郎博士（平田昭彦）[1]

### 舞台
| 年   | 題                                                | 役                                      |
| ---- | ------------------------------------------------- | --------------------------------------- |
| 1961 | Fly Blackbird!                                    | ジョージ                                |
| 1974 | The Year of the Dragon                            | フレッド・イング                        |
| 1987 | アラジン Aladdin                                  | ジーニー                                |
| 1988 | Shimon Wincelberg's "Undertow"                    |                                         |
| 1990 | The Wash                                          | サダオ・ナカサト                        |
| 2002 | 太平洋序曲 Stephen Sondheim's "Pacific Overtures" | 狂言回し                                |
| 2005 | Peter Shaffer's "Equus"                           | マーティン・ディザート                  |
| 2012 | 8                                                 | ウィリアム・タム                        |
| 2012 | アリージャンス Allegiance                         | サム・キムラ(現代)/おじいさん(1940年代) |

## 著書
- To the stars : the autobiography of George Takei, Star Trek's Mr. Sulu. (New York: Pocket Books, 1994/10/1) ISBN 978-0671890087
- 『星に向かって』　ジョージ・タケイ著、貞包智悠・貞包有美訳、有悠、2005年　ISBN 978-4990248208 - 上記『To the stars』の翻訳。
- They Called Us Enemy (Top Shelf Productions, 2019/7/16) ISBN 978-1603094504
- 『<敵>と呼ばれても』　ジョージ・タケイ著、ハーモニー・ベッカー画、青柳伸子訳、2020年　ISBN 978-4-86182-826-3 - 上記『They Called Us Enemy』の翻訳。